# Joosu
Koordinaten: 57° 56′ N, 27° 2′ O

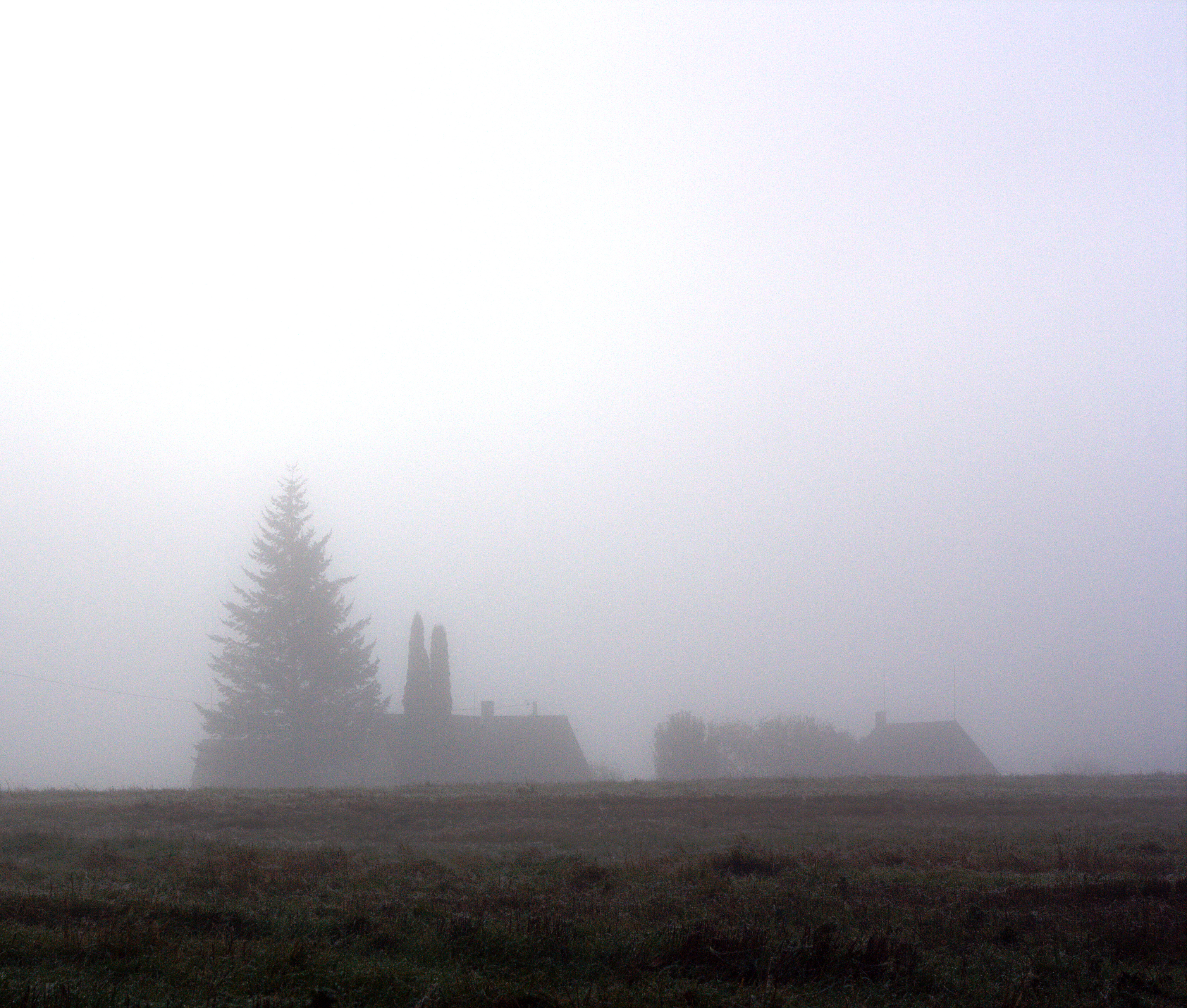
Nebel über Joosu

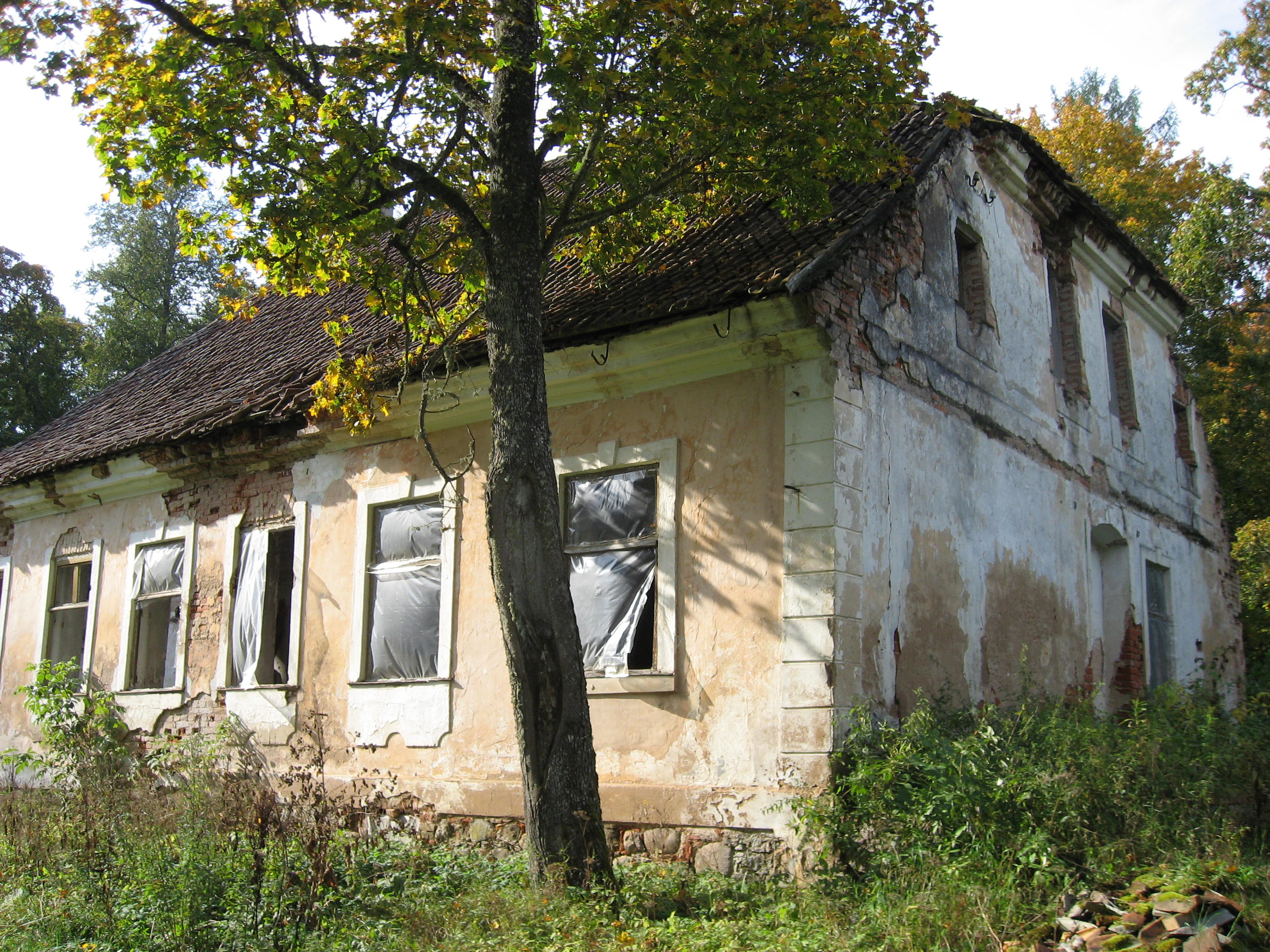
Ehemaliges Herrenhaus des Guts

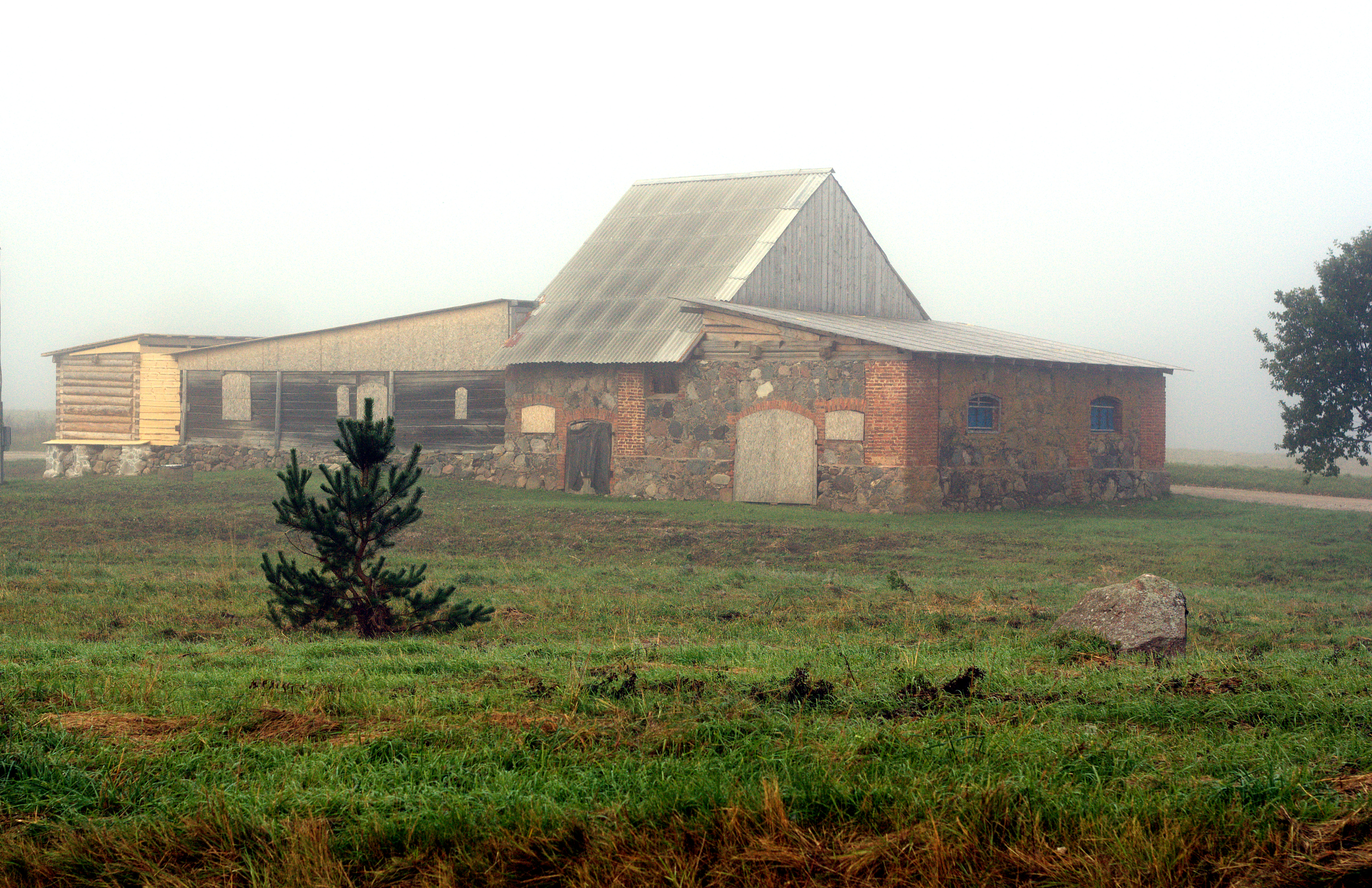
Die im 19. Jahrhundert errichtete alte Schänke

Joosu (deutsch Waimel-Neuhof) ist ein Dorf (estnisch küla) im Südosten Estlands. Es gehört zur Gemeinde Põlva (bis 2017 Laheda) im Kreis Põlva.

## Einwohnerschaft und Lage
Das Dorf hat 90 Einwohner (Stand 31. Dezember 2011). Es liegt zehn Kilometer nordöstlich der Stadt Võru.

## Gut
Das örtliche Gut wurde in der ersten Hälfte des 18. Jahrhunderts vom Hof Väimela (Waimel) abgetrennt. Dort verbrachte der deutschbaltische Militär und Weltumsegler Ferdinand von Wrangel (1797–1870) seine Kindheit.
Das langgestreckte, eingeschossige Herrenhaus wurde in der zweiten Hälfte des 18. Jahrhunderts im Stil des Frühklassizismus errichtet. Die Zimmer sind als Raumflucht angeordnet. Es steht heute in Ruinen.
Von den Nebengebäuden ist noch ein Speicher erhalten.